# Tulio de Andrea
Tulio de Andrea Marcazzolo (Lima, 18 de marzo de 1923 - ?), ingeniero industrial y economista peruano.

## Biografía
Hijo de Guido de Andrea Crolle y de Maria Antonieta Marcazzolo Ciccone. Estudió en el Colegio Antonio Raimondi de la ciudad de Lima.
Ingresó a la Escuela Nacional de Ingenieros en la cual estudió Ingeniería Industrial y egresó en 1945.
En 1946, ingresó a trabajar al Banco Industrial como Ingeniero del Departamento Técnico, en el cual permaneció hasta 1954.
De 1954 a 1959 trabajó en la Comisión Económica para América Latina y el Caribe con sede en Santiago. Laboró en la división de Industria y Minería.
De regreso en Lima en 1960 se reincorporó al Banco Industrial, en el cual fue gerente general, director general y presidente.
En octubre de 1962 fue nombrado como presidente de la Corporación de Saneamiento de Lima.
En abril de 1963 fue nombrado como gobernador alterno del Banco Mundial, representando al gobierno del Perú.
El 25 de enero de 1968 asumió la presidencia del directorio del Banco Industrial y como tal fue gobernador (representante peruano) ante el Banco Interamericano de Desarrollo.
Fue miembro del Comité de Commodities de la Conferencia de las Naciones Unidas sobre Comercio y Desarrollo (UNCTAD) de 1968 a 1972. Como tal se encargó del sector commodities no agrícolas.
En 1970 fue nombrado Decano de la Escuela Superior de Administración de Negocios.
Fue Director Ejecutivo del Banco Interamericano de Desarrollo para Perú y Colombia.
Fue Asesor de la Organización de las Naciones Unidas para el Desarrollo Industrial.
En 1980 fue nombrado como miembro del directorio del Banco de la Nación hasta noviembre de 1981. De la misma manera fue Presidente de Corporación Financiera de Desarrollo hasta noviembre de 1981.
Fue Representante del Banco Interamericano de Desarrollo en Venezuela.
Fue catedrático en la Universidad Nacional de Ingeniería, en la Pontificia Universidad Católica del Perú y en la Universidad Nacional Mayor de San Marcos. Fue Decano de la Escuela de Administración de Negocios para Graduados. (ESAN)

## Ministro de Hacienda
El 8 de septiembre de 1967 fue designado como Ministro de Hacienda por el presidente Fernando Belaúnde. Como tal, intentó negociar con el APRA para cubrir el déficit fiscal en el que se encontraba el Estado; sin embargo, sus propuestas no fueron aceptadas desde la oposición. Ante la paralización de las negociaciones, De Andrea anunció que a menos que el congreso apruebe un nuevo impuesto sobre las exportaciones, no se podría pagar los salarios del sector público. Luego de un debate parlamentario, el APRA aceptó la imposición de un nuevo tributo pero con un límite temporal y otras condiciones (Ley 16710).
El gobierno no consiguió cubrir el déficit fiscal y recurrió a préstamos internacionales. El ministro planteó un nuevo presupuesto para el año 1968 con un programa de reforma tributaria para la creación de impuestos directos; sin embargo, la Comisión de Presupuesto del Congreso elaboró un dictamen en mayoría en el que no se incluían los impuestos que el ministro planteaba. 
El 20 de enero, De Andrea se presentó ante la Cámara de Diputados para el debate sobre el proyecto de presupuesto y la reforma tributaria tras ello pidió la aprobación del Presupuesto enviado por el ejecutivo como una cuestión de confianza, El parlamento aprobó la propuesta sustitutoria, por lo cual el ministro renunció el 23 de enero. 

Por lo expuesto y al amparo de lo establecido en el artículo 174º de nuestra Constitución Política, estoy obligado a hacer cuestión de confianza de la aprobación del proyecto de ley de Presupuesto Funcional de la República....
Presentación de Tulio de Andrea en la Cámara de Diputados

Junto al ministro De Andrea renunciaron en solidaridad los demás miembros del Gabinete; sin embargo, el presidente Belaúnde rechazó la renuncia de los demás ministros y encargó la cartera de Hacienda y Comercio al Presidente del Consejo de Ministros Raúl Ferrero Rebagliati. También renunció junto a De Andrea el Presidente del Banco Central Fernando Schwalb.

## Obras
- Las empresas públicas en el Perú (1985) con Alfred H. Saulniers
- La banca de desarrollo en América Latina: Políticas operativas (1974)

| Predecesor: Sandro Mariátegui Chiappe | Ministro de Hacienda y Comercio del Perú 8 de septiembre de 1967 a 23 de enero de 1968 | Sucesor: Raúl Ferrero Rebagliati |